# Ricard Estivill i de Llorach
Ricard Estivill i de Llorach (Reus 11-IX-1879 - Tarragona 9-VI-1952) va ser un pintor català.
Membre d'una família benestant, el seu pare era passant de notaria i el seu germà Antoni Estivill un prestigiós advocat, no va seguir cap estudi universitari i portà una vida bohèmia. Aficionat a la caça, es va trobar per atzar amb el pintor Joaquim Mir pels voltants de l'Aleixar quan l'artista pintava paisatges del poble on residia. Mir li va preguntar si li agradava pintar, i quan Estivill li va dir que potser si, Mir l'emplaçà per a l'endemà, i que fes cap allà mateix amb pinzells i estris de pintar per a començar la pràctica. Sota les directrius de Mir i seguint el seu estil, va iniciar-se en la pintura. El 1909 va entrar d'ajudant a l'aula de dibuix de l'Escola Municipal d'Arts i Indústries, i col·laborà com a dibuixant i articulista en algunes revistes satíriques de Reus, com ara La Kabila. El 1911 va presentar una col·lecció de pintures davant de la Diputació Provincial per tal d'aconseguir una beca. El mateix 1911 ja va exposar a Barcelona, on va tenir una menció honorífica pel seu quadre Paisatge. Pel novembre d'aquell any va exposar al Centre de Lectura de Reus uns 50 quadres, cosa que vol dir que es dedicava plenament a la pintura. El 1912 exposava a la Sala Parés de Barcelona. El 1918 exposa a les Galeries Dalmau i a Tarragona, on presenta 14 olis. Els anys següents només col·laborà en concursos locals i va fer alguna mostra de les seves teles. Fins al 1942 no va tornar a exposar, aquesta vegada a la Sala Gaspar de Barcelona. Es retirà a viure a Tarragona, on va morir el 1952. Aquell mateix any, la Secció d'Art del Centre de Lectura va organitzar una exposició amb obres seves. El 1992 un grup de reusencs van muntar en homenatge seu una exposició a una sala d'art de Reus. Estivill no va renovar el seu estil i la seva pintura presenta poques variants, però pintava vigorosament i amb colors exuberants.